# Kasama
Kasama (笠間市 -shi) é uma cidade japonesa localizada na província de Ibaraki.
Em 2003 a cidade tinha uma população estimada em 29 776 habitantes e uma densidade populacional de 226,24 h/km². Tem uma área total de 131,61 km².
Recebeu o estatuto de cidade a 1 de Agosto de 1958.